# Majsko
Majsko (Bulgaars: Майско) is een dorp in Bulgarije. Het is gelegen in de gemeente  Elena, oblast  Veliko Tarnovo en telt op 31 december 2018 zo’n 850 inwoners. Het dorp heette vroeger Toezloe Alan.

## Bevolking
Het inwonersaantal bereikte in het jaar 2001 een hoogtepunt met 945 inwoners. Sindsdien is de bevolking lichtjes afgenomen, om later weer toe te nemen. Majsko is een van de weinige dorpen in Bulgarije waar de bevolking nog groeit vanwege natuurlijke bevolkingsgroei. 
| Jaar            | 1934 | 1946 | 1956 | 1965 | 1975 | 1985 | 1992 | 2001 | 2011 | 2018 |
| Aantal inwoners | 242  | 379  | 582  | 711  | 560  | 647  | 912  | 945  | 783  | 850  |

Volgens de volkstelling van 2011 vormen de  Roma met 77,6% de meerderheid van de bevolking van het dorp Majsko.  De  Roma in Majsko spreken het  Turks en zijn islamitisch, in tegenstelling tot de rest van de Roma in Bulgarije. De grootste minderheden in het dorp vormen de Bulgaarse Turken (11,3%) en de etnische Bulgaren (7,7%). 
1. ↑  (en) Information for the population of Maysko village, Elena municipality, Veliko Tarnovo district
ID at EKATTE - 46125  geraadpleegd 26 juli 2019
2. ↑  (en)  citypopulation.de [] geraadpleegd 26 juli 2019